# Teodora Hatun
Teodora Cantacuzena (in greco Θεοδώρα Καντακουζηνή?, anche nota come Teodora Hatun; Costantinopoli, 1330 ca. – Costantinopoli, 1396 ca.) è stata una principessa bizantina, figlia dell'imperatore Giovanni VI Cantacuzeno e seconda moglie legale del Sultano ottomano Orhan I.

## Biografia
Teodora era una delle tre figlie dell'Imperatore Giovanni VI Cantacuzeno e di sua moglie Irene Asanina. Lo storico Niceforo Gregorio erroneamente la chiama "Maria" in un passaggio. Nel gennaio del 1346, per consolidare l'alleanza di suo padre con il nascente Impero ottomano e prevenire che dessero il loro aiuto all'Imperatrice-reggente Anna di Savoia durante la guerra civile, Teodora fu promessa in sposa al sovrano ottomano Orhan I.
Il matrimonio ebbe luogo nell'estate dello stesso anno e fu un evento senza precedenti, dal momento che vedeva una legittima principessa cristiana unirsi in un regolare matrimonio a un sovrano musulmano, tuttavia l'unione non fu contestata da nessuna autorità religiosa, né cristiana né islamica. I suoi genitori e le sue sorelle la scortarono a Selymbria, dove i rappresentanti di Orhan, incluso i dignitari della sua corte ed un reggimento di cavalleria, arrivarono su una flotta di 30 navi. La cerimonia ebbe luogo a Selymbria, dove gli inviati di Orhan la ricevettero e la scortarono nelle terre ottomane in Bitinia, attraversando il Mar di Marmara, dove il matrimonio ebbe luogo.
Teodora rimase cristiana dopo il matrimonio, e fu attivamente a supporto dei cristiani che vivevano sotto il governo ottomano, oltre a impegnarsi perché gli apostati cristiani convertiti all'Islam tornassero alla loro religione originale. Nel 1347 diede alla luce il suo unico figlio, Halil Bey, che fu catturato dai pirati genovesi quando era ancora un bambino. L'imperatore bizantino Giovanni V Paleologo fu determinante nel suo rilascio. In seguito, Halil sposò Irene, una figlia di Giovanni V Paleologo e Elena Cantacuzena.
Ad eccezione di un soggiorno di tre giorni a Costantinopoli nel febbraio del 1347, durante i festeggiamenti della vittoria di suo padre nella guerra civile, Teodora rimase alla corte ottomana fino alla morte di Orhan nel 1362. A quel punto, a salire al trono fu Murad I, figlio di Orhan e di una concubina, Nilüfer Hatun, il quale ordinò immediatamente di giustiziare Halil. Dopo ciò, apparentemente ritornò a Costantinopoli, dove visse con la sorella, l'imperatrice Elena, nel suo palazzo. L'ultima informazione nota su di lei è che fu imprigionata a Galata durante il breve regno di Andronico IV Paleologo, tra il 1379 e 1381.

## Discendenza
Da Orhan, ebbe un figlio: 
- Halil Bey (1347 - 1362). Il minore dei figli di Orhan, sposò sua cugina materna, la principessa bizantina Irene Paleologa, ed ebbe due figli. Morì giustiziato per mano del suo fratellastro Murad I.

## Ascendenza
|                                      |                           |                                             | Genitori                  |  |  | Nonni |  |  | Bisnonni |  |  | Trisnonni |  |
|                                      |                           |                                             |                           |  |  |       |  |  | …        |  |  | …         |  |
|                                      |                           |                                             |                           |  |  |       |  |  | …        |  |  | …         |  |
|                                      |                           | …                                           |                           |  |  |       |  |  | …        |  |  |           |  |
| Michele Cantacuzeno                  |                           |                                             |                           |  |  |       |  |  | …        |  |  |           |  |
|                                      |                           | …                                           | …                         |  |  |       |  |  |          |  |  |           |  |
|                                      |                           | …                                           | …                         |  |  |       |  |  |          |  |  |           |  |
|                                      |                           | …                                           | …                         |  |  |       |  |  |          |  |  |           |  |
| Giovanni VI Cantacuzeno              |                           | …                                           |                           |  |  |       |  |  |          |  |  |           |  |
|                                      |                           | …                                           | …                         |  |  |       |  |  |          |  |  |           |  |
|                                      |                           | …                                           | …                         |  |  |       |  |  |          |  |  |           |  |
|                                      |                           | …                                           | …                         |  |  |       |  |  |          |  |  |           |  |
| Teodora Paleologa Cantacuzena Angela |                           | …                                           |                           |  |  |       |  |  |          |  |  |           |  |
|                                      |                           | …                                           | …                         |  |  |       |  |  |          |  |  |           |  |
|                                      |                           | …                                           | …                         |  |  |       |  |  |          |  |  |           |  |
|                                      |                           | …                                           | …                         |  |  |       |  |  |          |  |  |           |  |
| Teodora Cantacuzena                  |                           | …                                           |                           |  |  |       |  |  |          |  |  |           |  |
|                                      | Ivan Asen III di Bulgaria | …                                           |                           |  |  |       |  |  |          |  |  |           |  |
|                                      | Ivan Asen III di Bulgaria | …                                           |                           |  |  |       |  |  |          |  |  |           |  |
|                                      | Ivan Asen III di Bulgaria | …                                           |                           |  |  |       |  |  |          |  |  |           |  |
| Andronico Asen                       | Ivan Asen III di Bulgaria |                                             |                           |  |  |       |  |  |          |  |  |           |  |
|                                      |                           | Irene Paleologa                             | Mico Asen di Bulgaria     |  |  |       |  |  |          |  |  |           |  |
|                                      |                           | Irene Paleologa                             | Mico Asen di Bulgaria     |  |  |       |  |  |          |  |  |           |  |
|                                      |                           | Irene Paleologa                             | Maria Asenina di Bulgaria |  |  |       |  |  |          |  |  |           |  |
| Irene Asanina                        |                           | Irene Paleologa                             |                           |  |  |       |  |  |          |  |  |           |  |
|                                      |                           | Michele Ducas Glabas Tarchaneiotes          | Michele VIII Paleologo    |  |  |       |  |  |          |  |  |           |  |
|                                      |                           | Michele Ducas Glabas Tarchaneiotes          | Michele VIII Paleologo    |  |  |       |  |  |          |  |  |           |  |
|                                      |                           | Michele Ducas Glabas Tarchaneiotes          | Teodora Ducas Vatatzina   |  |  |       |  |  |          |  |  |           |  |
| N. Tarchanaiotissa                   |                           | Michele Ducas Glabas Tarchaneiotes          |                           |  |  |       |  |  |          |  |  |           |  |
|                                      |                           | Maria Ducaina Comnena Palaiologina Branaina | …                         |  |  |       |  |  |          |  |  |           |  |
|                                      |                           | Maria Ducaina Comnena Palaiologina Branaina | …                         |  |  |       |  |  |          |  |  |           |  |
|                                      |                           | Maria Ducaina Comnena Palaiologina Branaina | …                         |  |  |       |  |  |          |  |  |           |  |
|                                      |                           | Maria Ducaina Comnena Palaiologina Branaina |                           |  |  |       |  |  |          |  |  |           |  |

## Nella cultura popolare
- Teodora è la protagonista del romanzo Adora, di Beatrice Small, pubblicato nel 1980.